# تكون الأنسجة
تكون الأنسجة هو تشكل أنسجة مختلفة من خلايا غير متمايزة وتتكون هذه الخلايا من ثلاث طبقات تبرعم أولية والأديم الباطن والأديم المتوسط والأديم الظاهر. ويطلق على علم البنى المجهرية للأنسجة التي تشكّلت ضمن تكون الأنسجة اسم علم الأنسجة.

## طبقات التبرعم

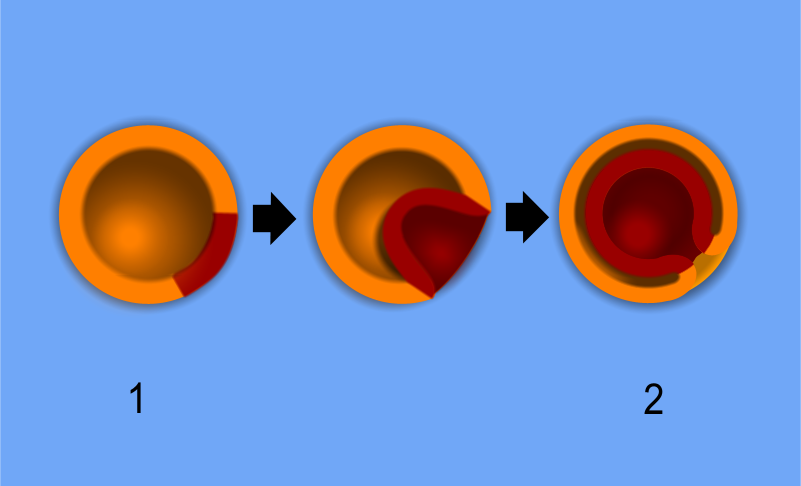
معيدة مزدوج الطبقات الأريمية: تكون طبقات التبرعم من (1) الأريمة إلى (2) المُعيدة. تنتقل بعض خلايا الأديم الظاهر (برتقالية اللون) إلى الداخل لتشكيل الأديم الباطن (أحمر اللون).

طبقة التبرعم عبارة عن مجموعة خلايا تشكلت أثناء التخلق المضغي الحيواني والثديي. وعادة ما تظهر طبقات التبرعم بوضوح في الفقاريات؛ ومع ذلك تُعد الحيوانات والثدييات أكثر تعقيدًا من الإسفنجيات (البعديات الحقيقية والبدائيات) وتُنتج اثنين أو ثلاثة من طبقات الأنسجة الأولية. تنتج الحيوانات ذات التناظر الشعاعي، مثل اللاسعات طبقتين، وهما الأديم الظاهر والأديم الباطن. ولذا فإنها تكون مزدوجة الطبقات الأريمية. وتنتج الحيوانات ذات التناظر ثنائي الجانبين الطبقة الثالثة فيما بينهما وتسمى الأديم المتوسط، مما يجعلها ثلاثية الأرومات. ستنتج طبقات التبرعم في النهاية لكل الأنسجة الحيوانية أو الثديية والأعضاء عن طريق عملية تسمى تخلق الأعضاء.

### الأديم الباطن
الأديم الباطن هو إحدى طبقات التبرعم التي تشكلت أثناء التخلق المضغي للحيوانات. تنتقل الخلايا إلى داخل المعي البدائي من الطبقة الداخلية للمعيدة، التي تتطور في الأديم الباطن. ويحتوي الأديم الباطن في الأصل على خلايا مسطحة، التي تصبح فيما بعد عمودية.

### الأديم المتوسط
تتشكل طبقة تبرعم الأديم المتوسط في جنين الحيوانات والثدييات أكثر تعقيدًا منها في اللاسعات، مما يجعلها ثُلاَثِيُّ الأَرومات. أثناء مرحلة تكون المعيدة، تنتقل بعض الخلايا إلى الداخل لتشكل الأديم الباطن من طبقة إضافية بين الأديم الباطن والأديم الظاهر. طور هذا الابتكار الأساسي مئات الملايين من السنين وأدى إلى تطور جميع الحيوانات الكبيرة والمعقدة تقريبًا. وأدى تشكيل الأديم المتوسط إلى تشكيل الجوف العام. تستطيع الأعضاء التي تشكلت داخل الجوف العام الحركة بسهولة والنمو والتطور مستقلة في ذلك عن جدار الجسم بينما تستطيع توسيد السائل وحمايته من الصدمات.

### الأديم الظاهر
الأديم الظاهر عبارة عن بداية النسيج الذي يغطي أسطح الجسم. ويظهر الأديم الظاهر أولاً ويتشكل من طبقات التبرعم الخارجية.

## الإنتاج
يوضح الجدول المنتجات التي تنتجها طبقات التبرعم الثلاث.
| طبقة التبرعم   | التصنيف | المنتج                                                 |
| -------------- | ------- | ------------------------------------------------------ |
| الأديم الباطن  | عام     | جهاز الهضم                                             |
| الأديم الباطن  | عام     | جهاز التنفس                                            |
| الأديم الباطن  | عام     | غدد وأعضاء جهاز الغدد الصماء (الكبد والمعثكلة)         |
| الأديم المتوسط | عام     | العظام                                                 |
| الأديم المتوسط | عام     | معظم جهاز الدوران                                      |
| الأديم المتوسط | عام     | الأنسجة الضامة للمعي واللحافة                          |
| الأديم المتوسط | عام     | جهاز التفريغ                                           |
| الأديم المتوسط | عام     | اللُّحْمَةُ المُتَوَسِّطَةُ                                        |
| الأديم المتوسط | عام     | المُتَوَسِّطَيةُ                                              |
| الأديم المتوسط | عام     | العضلات                                                |
| الأديم المتوسط | عام     | الصفاق                                                 |
| الأديم المتوسط | عام     | الجهاز التناسلي                                        |
| الأديم المتوسط | عام     | الجهاز البولي                                          |
| الأديم المتوسط | فقاري   | الأديم المتوسط الحبلي                                  |
| الأديم المتوسط | فقاري   | الأَديمُ المُتَوَسِّطُ المُجَاوِرُ للمِحْوَر                          |
| الأديم المتوسط | فقاري   | الأَديمُ المُتَوَسِّطُ الوَسْطانِيّ                                |
| الأديم المتوسط | فقاري   | الأَديمُ المُتَوَسِّطُ الطرفي                                  |
| الأديم المتوسط | عام     | الجهاز العصبي                                          |
| الأديم الظاهر  | عام     | الجزء الخارجي للجهاز اللحافي                           |
| الأديم الظاهر  | فقاري   | الجلد (مع الغدد والشعر وأظافر)                         |
| الأديم الظاهر  | فقاري   | نسيج ظهاري للـفم وجوف الأنف                            |
| الأديم الظاهر  | فقاري   | عدسات وقرنية العين                                     |
| الأديم الظاهر  | فقاري   | خَلِيَّةٌ ميلانينيَّة                                         |
| الأديم الظاهر  | فقاري   | الجهاز العصبي المحيطي                                  |
| الأديم الظاهر  | فقاري   | غضروف وجهي                                             |
| الأديم الظاهر  | فقاري   | عاج (في الأسنان)                                       |
| الأديم الظاهر  | فقاري   | الدماغ (الدماغ الخلفي والدماغ المتوسط والدماغ الأمامي) |
| الأديم الظاهر  | فقاري   | النخاع الشوكي والعصبون الحركي                          |
| الأديم الظاهر  | فقاري   | الشبكية                                                |
| الأديم الظاهر  | فقاري   | النخامية الخلفية                                       |

## وصلات خارجية
- (بالإنجليزية) Derivatives of the Ectoderm
- (بالإنجليزية) Derivatives of the Endoderm and Mesoderm